# Euceratomyces terrestris
Euceratomyces terrestris är en svampart som beskrevs av Thaxt. 1931. Euceratomyces terrestris ingår i släktet Euceratomyces och familjen Euceratomycetaceae.   Inga underarter finns listade i Catalogue of Life.